# Charles Manson
Charles Milles Manson, rodným příjmením Maddox (12. listopadu 1934 Cincinnati – 19. listopadu 2017 Bakersfield), byl americký zločinec, fanatik a hudebník, spoluzakladatel komunity známé jako „Manson Family“.

## Životopis
Mansonova matka Kathleen Maddoxová byla alkoholička a chvíli po narození Charlese byla odsouzena se svým bratrem za loupežné přepadení na 5 let do vězení. Také Charles už od svých 13 let trávil většinu svého života v nápravných zařízeních a ve vězení za zločiny jako krádeže aut, ozbrojené přepadení, podvody a padělání kreditních karet. Určitou dobu se živil jako kuplíř. Na sklonku 60. let se stal hlavou gangu známého jako „Rodina“ (The Family), který měl posléze na svědomí několik brutálních vražd. Mezi nimi i vraždu Sharon Tate, manželky režiséra Romana Polanského, která byla v osmém měsíci těhotenství. Manson byl v případu známém jako „Tate-La Bianca case“ odsouzen k trestu smrti. Ten byl po změně zákonů v Kalifornii změněn na doživotí, ačkoliv mu nebylo prokázáno, že by osobně spáchal vraždu. V dubnu roku 2012 mu byla již podvanácté zamítnuta žádost o podmíněné propuštění. Svůj trest si Manson odpykával ve věznici Corcoran v Kalifornii.
V listopadu 2017 po delší nemoci zemřel v nemocnici.
Byl také hudebníkem, natočil několik alb, první bylo album s názvem LIE: The Love & Terror Cult z roku 1970. Na kytaru ho naučil hrát jeho spoluvězeň.

## Manson v kultuře

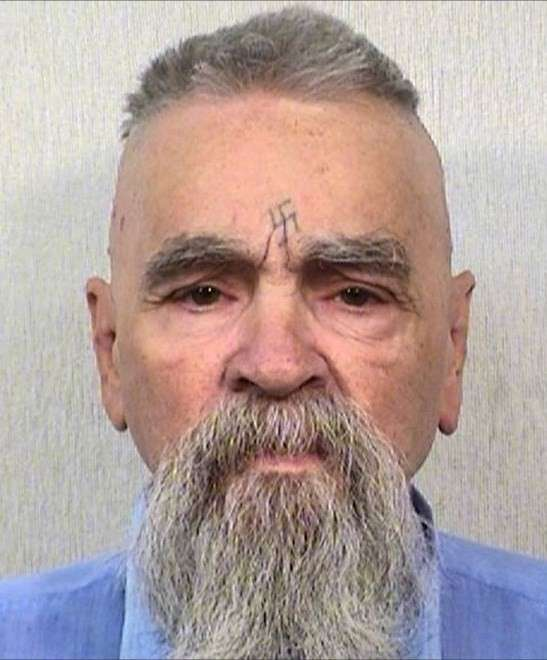
Manson v roce 2014

V populární kultuře se stal po svém uvěznění doslova ikonou a symbolem zla. Hudebník Marilyn Manson má svůj pseudonym složen z kombinace jména slavné americké herečky a zpěvačky Marilyn Monroe a Mansona. Zpěvák Axl Rose se proslavil svými tričky s Mansonovou tváří a nápisem „Charlie Don't Surf“ a na album The Spaghetti Incident? kapely Guns N' Roses byla zařazena píseň, kterou Manson napsal. Po soudních sporech údajně výtěžky z těchto triček a této písně putují k pozůstalým po W. Frykowském. Manson byl také přítelem Dennise Wilsona z The Beach Boys a je autorem textu k písni „Never Learn Not To Love“. Trent Reznor (NIN) nahrál jedno ze svých alb v domě na 10050 Cielo Drive, tj. v domě, kde byli zavražděni Sharon Tate, Abigail Folgerová, Wojciech (Wojtek) Frykowski, Jay Sebring a Steven Parent. V roce 1994 byl tento dům zbořen, ale Reznor si z domu odnesl vstupní dveře. Jsou to ty samé dveře, na které Susan Atkinsová napsala krví Tateové slovo „pig“ (prase). Tyto dveře Reznor údajně používal jako vstupní dveře ke svému nahrávacímu studiu s názvem „Le Pig“, kde vznikla deska The Downward Spiral. Norská aggrotech kapela Combichrist jmenuje ve své písni „God Bless“ („Bůh žehnej“) celou řadu sériových vrahů a teroristů, mezi nimi je i Charles Manson. V roce 1989 byl natočen dokumentární film Charles Manson Superstar. V roce 2019 byl do kin uveden film Quentina Tarantina Tenkrát v Hollywoodu, který pojednává o vraždách spáchaných Mansonovou Rodinou. Mansona v něm ztvárnil herec Damon Herriman. Manson se také objevil v šestnáctém díle druhé řady animovaného seriálu Městečko South Park Veselé Vánoce, Charlie Mansone.